# غاري جيبس
غاري جيبس (بالإنجليزية: Gary Gibbs)‏ هو مدرب رياضي أمريكي، ولد في 13 أغسطس 1952 في بومونت في الولايات المتحدة.